# Birnessit
Birnessit (IMA-Symbol Bir) ist ein relativ selten vorkommendes Mineral aus der Mineralklasse der „Oxide und Hydroxide“ mit der chemischen Zusammensetzung (Na,Ca,K)0,6(Mn4+,Mn3+)2O4·1,5H2O und damit chemisch gesehen Natrium-Mangan-Oxid. Die in den runden Klammern angegebenen Elemente Natrium, Calcium und Kalium sowie Mangan in den Oxidationsstufen 3+ und 4+ können sich in der Formel jeweils gegenseitig vertreten (Substitution, Diadochie), stehen jedoch immer im selben Mengenverhältnis zu den anderen Bestandteilen des Minerals.
Birnessit kristallisiert im monoklinen Kristallsystem und entwickelt feine bis mikroskopisch kleine, plättchenförmige Kristalle bis etwa 50 μm Größe. Im Allgemeinen findet er sich in Form kugeliger Mineral-Aggregate. Das Mineral ist nahezu undurchsichtig (opak) und von schwarzer, im Durchlicht auch dunkelbrauner Farbe. Auch die Strichfarbe ist schwarz. Die Oberflächen sind matt, das heißt ohne besonderen Glanz.

## Etymologie und Geschichte
Entdeckt wurde Birnessit erstmals in manganreichen glazialen Sedimenten bei Birness, nordöstlich von Ellon (Aberdeenshire) in Schottland im Vereinigten Königreich. Die Erstbeschreibung erfolgte 1956 durch Lloyd Hugh Parker Jones und Angela Alice Milne, die das Mineral nach dessen Typlokalität benannten.
Ein Aufbewahrungsort für das Typmaterial des Minerals ist nicht dokumentiert.
Da der Birnessit bereits lange vor der Gründung der International Mineralogical Association (IMA) bekannt und als eigenständige Mineralart anerkannt war, wurde dies von ihrer Commission on New Minerals, Nomenclature and Classification (CNMNC) übernommen und bezeichnet den Birnessit als sogenanntes „grandfathered“ (G) Mineral. Die seit 2021 ebenfalls von der IMA/CNMNC anerkannte Kurzbezeichnung (auch Mineral-Symbol) von Birnessit lautet „Bir“.

## Klassifikation
Bereits in der zuletzt 1977 überarbeiteten 8. Auflage der Mineralsystematik nach Strunz gehörte der Birnessit zur Mineralklasse der „Oxide und Hydroxide“ und dort zur Abteilung „MO2- und verwandte Verbindungen“, wo er als einziges Mitglied die „Birnessit-Reihe“ mit der Systemnummer IV/D.03e bildete.
In der zuletzt 2018 überarbeiteten Lapis-Systematik nach Stefan Weiß, die formal auf der alten Systematik von Karl Hugo Strunz in der 8. Auflage basiert, erhielt das Mineral die System- und Mineralnummer IV/F.11-030. Dies entspricht der Abteilung „Hydroxide und oxidische Hydrate (wasserhaltige Oxide mit Schichtstruktur)“, wo Birnessit zusammen mit Aurorit, Buserit, Chalkophanit, Cianciulliit, Ernienickelit und Jianshuiit eine unbenannte Gruppe mit der Systemnummer IV/F.11 bildet.
Die von der International Mineralogical Association (IMA) zuletzt 2009 aktualisierte 9. Auflage der Strunz’schen Mineralsystematik ordnet den Birnessit in die Abteilung der „Hydroxide (ohne V oder U)“ ein. Diese ist weiter unterteilt nach der möglichen Anwesenheit von zusätzlichem Kristallwasser und/oder Hydroxidionen und der Kristallstruktur. Das Mineral ist hier entsprechend seiner Zusammensetzung und seinem Aufbau in der Unterabteilung „Hydroxide mit H2O ± (OH); Lagen kantenverknüpfter Oktaeder“ zu finden ist, wo es als einziges Mitglied eine unbenannte Gruppe mit der Systemnummer 4.FL.45 bildet.
In der vorwiegend im englischen Sprachraum gebräuchlichen Systematik der Minerale nach Dana hat Birnessit die System- und Mineralnummer 07.05.03.01. Dies entspricht ebenfalls der Klasse der „Oxide und Hydroxide“ und dort der Abteilung „Mehrfache Oxide“, wo das Mineral als einziges Mitglied in einer unbenannte Gruppe mit der Systemnummer 07.05.03 innerhalb der Unterabteilung „Mehrfache Oxide mit der Formel ABX2“ zu finden ist.

## Kristallstruktur
Birnessit kristallisiert in der monoklinen Raumgruppe C2/m (Raumgruppen-Nr. 12) mit Gitterparametern, die bei einer Formeleinheit pro Elementarzelle je nach Anteil der Natrium-, Calcium- beziehungsweise Kaliumgehalte leicht voneinander abweichen:
- Na-reich: a = 5,175(1) Å; b = 2,850(1) Å; c = 7,337(3) Å und β = 103,18°
- Mg-reich: a = 5,049(1) Å; b = 2,845(1) Å; c = 7,051(1) Å und β = 96,65(1)°
- K-reich: a = 5,1149(2) Å; b = 2,843(1) Å; c = 7,176(3) Å und β = 100,76(3)°

## Bildung und Fundorte
Birnessit findet sich trotz seiner relativen Seltenheit als häufiges Umwandlungsprodukt in manganreichen Mineralvorkommen sowie als Bestandteil von bakteriell ausgefällten Manganoxiden, Wüstenlack und marinen Manganknollen. Er ist zudem ein wichtiges manganhaltiges Mineral in vielen Böden. Als Begleitmineral können unter anderem Alleghanyit, Cummingtonit, Rhodochrosit, Rhodonit, Spessartin und Tephroit auftreten.
Weltweit sind bisher rund 230 Vorkommen dokumentiert (Stand 2025). Außer an seiner Typlokalität Birness bei Ellon trat das Mineral in Schottland noch an der Luce Bay bei Newton Stewart, im Steinbruch Craigmuschat bei Gourock (Inverclyde) und bei Noblehouse (Scottish Borders) auf. Daneben fand sich Birnessit im Vereinigten Königreich noch in einigen Gruben in Cornwall, England und bei Rhiw (Aberdaron) in Wales.
Bekannte Fundorte in Deutschland sind bisher unter anderem die Grube Clara bei Oberwolfach in Baden-Württemberg, der Steinbruch Fuchs an der Hartkoppe in der Gemeinde Sailauf (Unterfranken) in Bayern, die Tongrube Vierstöck bei Ober-Kainsbach in Hessen, der Steinbruch Kunkskopf bei Wassenach sowie die Gruben Kolbenberg bei Nothweiler und Käusersteimel bei Kausen in Rheinland-Pfalz, die Grube Aufgeklärtes Glück bei Hasserode im Thumkuhlental in Sachsen-Anhalt und die Erzlagerstätten um Schneeberg im Erzgebirgskreis in Sachsen.
In Österreich konnte Birnessit unter anderem in einer Eisen-Lagerstätte bei Grassendorf (Gemeinde Liebenfels) in Kärnten, im Danielstollen (Bergbaurevier Schwarzleo) bei Hütten (Leogang) und in den Mangangruben Strubberg bei Abtenau in Salzburg sowie im Steinbruch Aldrian am Lieschengraben bei Oberhaag in der Steiermark gefunden werden.
In der Schweiz trat das Mineral bisher nur bei Tinizong im Kanton Graubünden und am Pipji-Gletscher bei Pipjitälli im Turtmanntal des Kantons Wallis auf.
Bekannte marine Fundorte sind bisher hydrothermale Schlotfelder am Mohn-Rücken, in der Barentssee und der Karasee im Arktischen Ozean, am Mittelatlantischen Rücken, am Blake Plateau und am sogenannten „Bezymiannaya Seamount 640“ westlich der Kapverdischen Inseln im Atlantik sowie an verschiedenen Stellen im Pazifischen Ozean wie unter anderem in der Clarion-Clipperton-Zone, an den Emperor-Tiefseebergen, dem Japanischen Meer, dem South-California-Borderland und dem Woodlark-Becken.
Weitere bisher bekannte Fundorte liegen unter anderem in Ägypten, Australien, Brasilien, Chile, China, Finnland, Frankreich, Griechenland, Grönland, Indien, Indonesien, Israel, Italien, Japan, Jordanien, Kanada, Kasachstan, Mexiko, Moldau, Neuseeland, Nordmazedonien, Norwegen, Papua-Neuguinea, Polen, Portugal, Rumänien, Russland, Schweden, der Slowakei, Spanien, Südafrika, Südkorea, Tonga, Tschechien, der Ukraine, Ungarn, Vanuatu und in verschiedenen Staaten der USA.